# Jardines de Hidden Lake
Los Jardines de Hidden Lake (en inglés: Hidden Lake Gardens), es un arboreto, y jardín botánico de 755 acres (3.06 km²) de extensión, administrado por la Universidad Estatal de Míchigan, en el Municipio de Franklin, Míchigan, Estados Unidos.
Los jardines son conocidos por su gran colección de árboles, arbustos y flores nativas y no nativas. HLG fue donado a la Universidad Estatal de Míchigan Cargo Harry en 1945.
Hoy en día es visitada por cerca de 45.000 personas al año.
La misión que se ha encomendado a "Hidden Lake Gardens" es la de preservar y realzar la belleza natural de los jardines, para mostrar las plantas para la inspiración y la educación del público.

## Localización
Se ubica en el paraje conocido como "Irish Hills" en el sureste de Míchigan.
Hidden Lake Gardens "Irish Hills" Franklin Charter Township, Lenawee County, Míchigan, MI 49221 United States of America-Estados Unidos de América.
Planos y vistas satelitales.42°1′50.88″N 84°6′23.76″O / 42.0308000, -84.1066000
Es visitable por el público en general y se encuentra abierto a diario.

## Historia

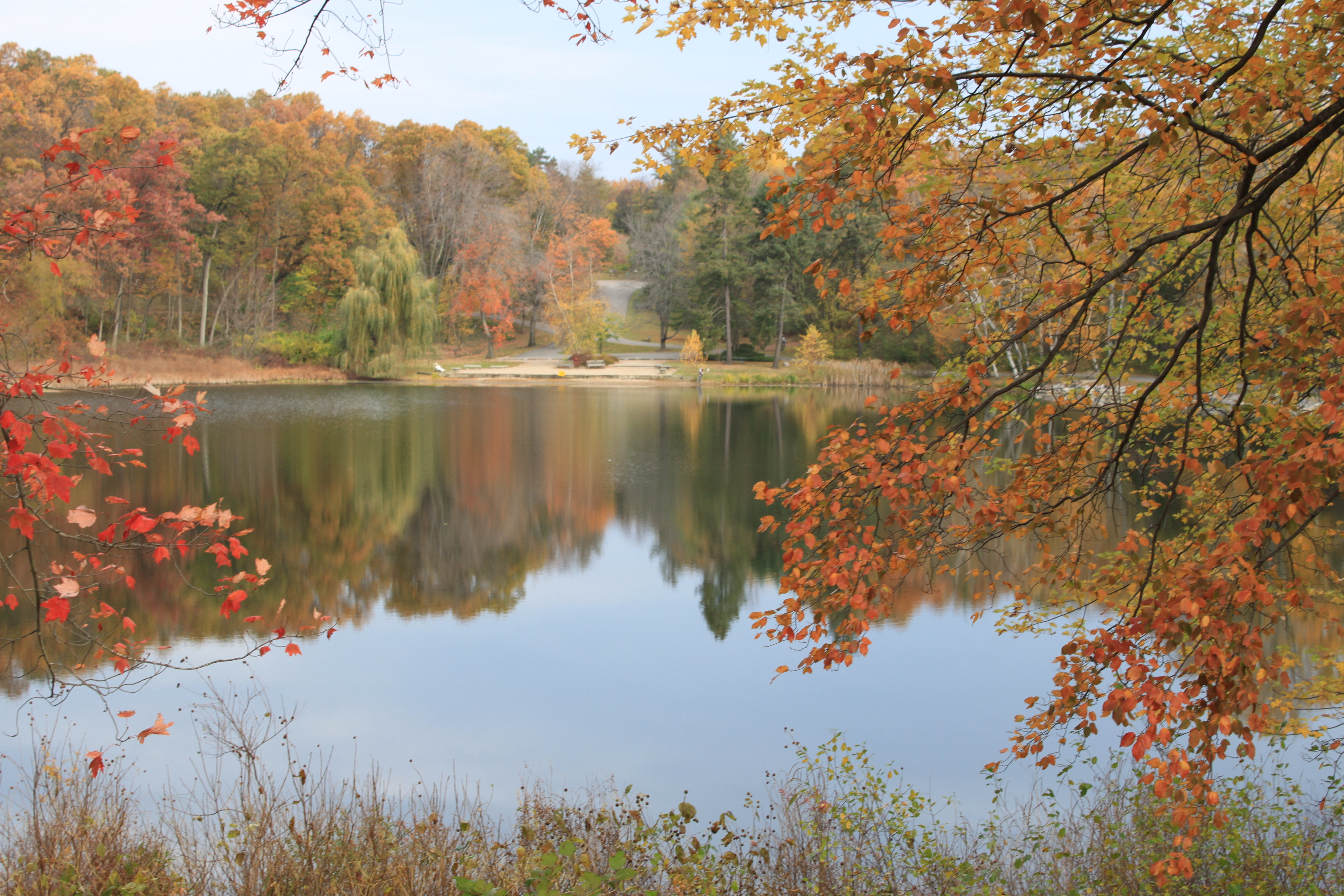
Hidden Lake visto desde el "Hosta Hillside".

"Hidden Lake Gardens" comenzó su andadura cuando Harry Fee, un empresario de Adrian, compró 200 acres (0.81 km²) de terrenos alrededor de "Hidden Lake" en su retiro en 1926.
Comenzó con la intención de cultivar con fines agrícolas, pero después de darse cuenta de que la tierra no era apta para la agricultura, empezó a cultivar plantas de vivero en su lugar.
Fee decidió que no quería competir con los viveros locales durante la Gran Depresión, por lo que comenzó a plantar sus árboles y arbustos en la propiedad. Fee buscó crear escenas de paisajes pintorescos, embellecer la belleza natural de su propiedad para crear "una serie de imágenes".
En 1945, Harry Fee donó "Hidden Lake Gardens" a la Universidad Estatal de Míchigan, y su generosa dotación financiera continúa desarrollando los jardines con la adquisición de tierras adicionales para la construcción, y los programas educativos y servicios de los visitantes.

### Arboretum
Una gran parte de "Hidden Lake Gardens" se ha plantado como un arboreto - una colección de árboles y arbustos. Aquí los visitantes pueden ver una gran variedad de manzanas silvestres de flor, hayas, tilos, arces, robles, lilas y otros árboles y arbustos. También se incluye una gran colección de coníferas.

### Harper Collection of Rare & Dwarf Conifers
Esta colección contiene unos 600 ejemplares de coníferas. Cultivares seleccionados de pinos, abetos, piceas, alerces, los falsos cipreses y enebros, arborvitae se muestran en una extensión de 5 acres (20.000 m²) de jardín. Estas raras coníferas y cultivares de crecimiento lento están rotulados de manera que puedan ser fácilmente identificados. Justin (Chub) Harper donó la colección a "Hidden Lake Gardens" en 1980 y Jack Wikle trabajó para establecer la colección de coníferas en "Hidden Lake Gardens".

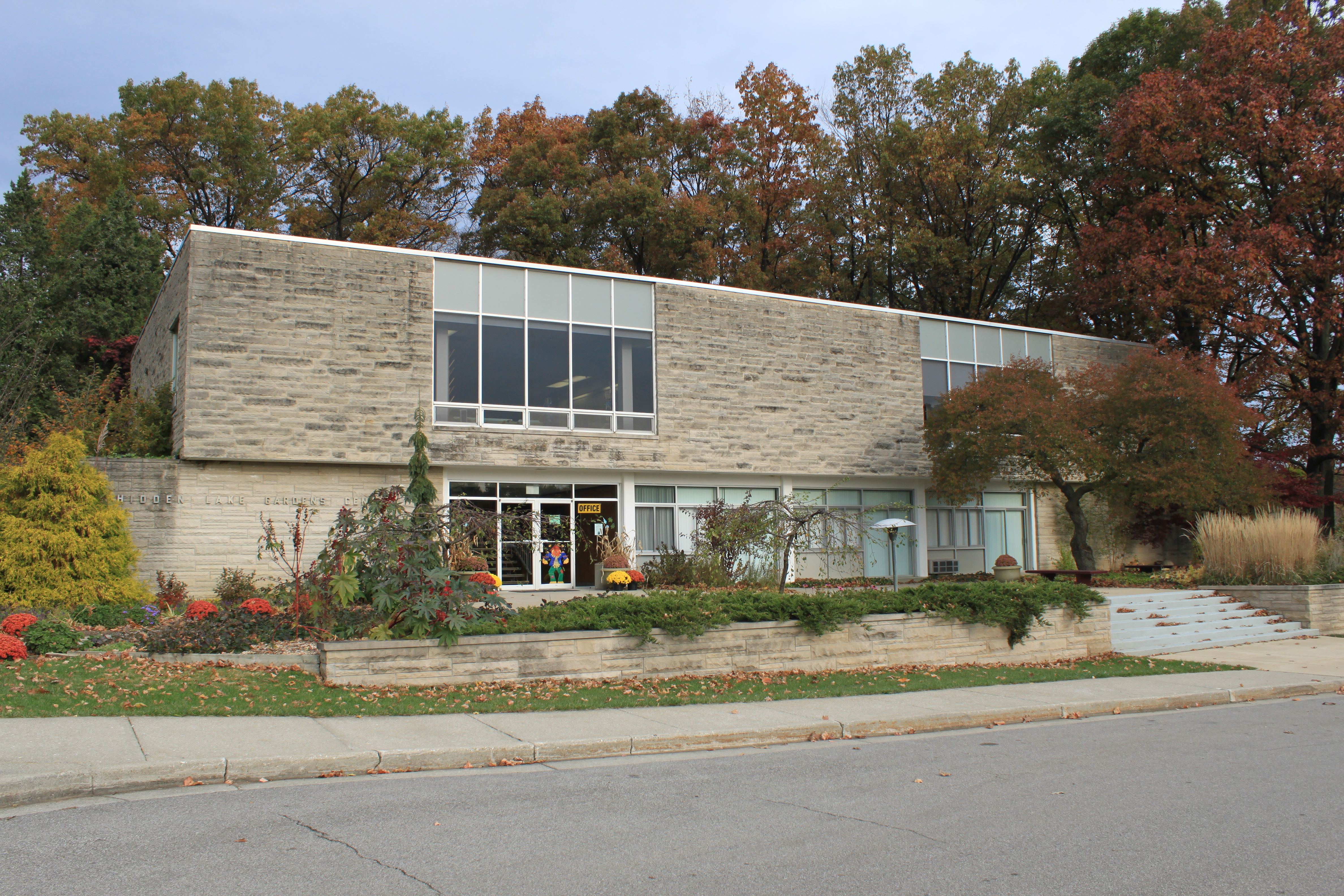
El centro de visitantes en el "Hidden Lake".

### Hosta Hillside
Situado a lo largo de la orilla del "Hidden Lake" (Lago Escondido), el jardín en la ladera es el lugar sombreado perfecto para el cultivo de hostas. Más de 700 variedades se muestran aquí desplegando una gran variedad de colores del follaje, texturas y tamaños de hosta que están disponibles. Otras plantas amantes de la sombra se entremezclan con las hostas a lo largo del arroyo en cascada y el estanque. Los narcisos proporcionan una pantalla de flores de primavera. En 1995 este jardín fue nombrado oficialmente y dedicado como el Ralph H. (Herb) and Dorothy Benedict Hosta Hillside.

### Invernaderos
El complejo de invernaderos se compone de más de 8,000 pies² (700 m²) de jardines bajo cristal. Inspira a los visitantes durante todo el año con su cúpula tropical, cúpula de áridas, y la casa templada, donde nos muestran plantas de valor ornamental y económico procedentes de  todo el mundo. Las palmeras, plátanos, aves del paraíso, cactus, suculentas, orquídeas, gardenia, hibiscus, prosperan aquí. El umbráculo contiguo ofrece un entorno exterior a la sombra a los helechos, begonias, caladium y otras plantas de finales de mayo a octubre..

### Patio y Colección de Bonsáis

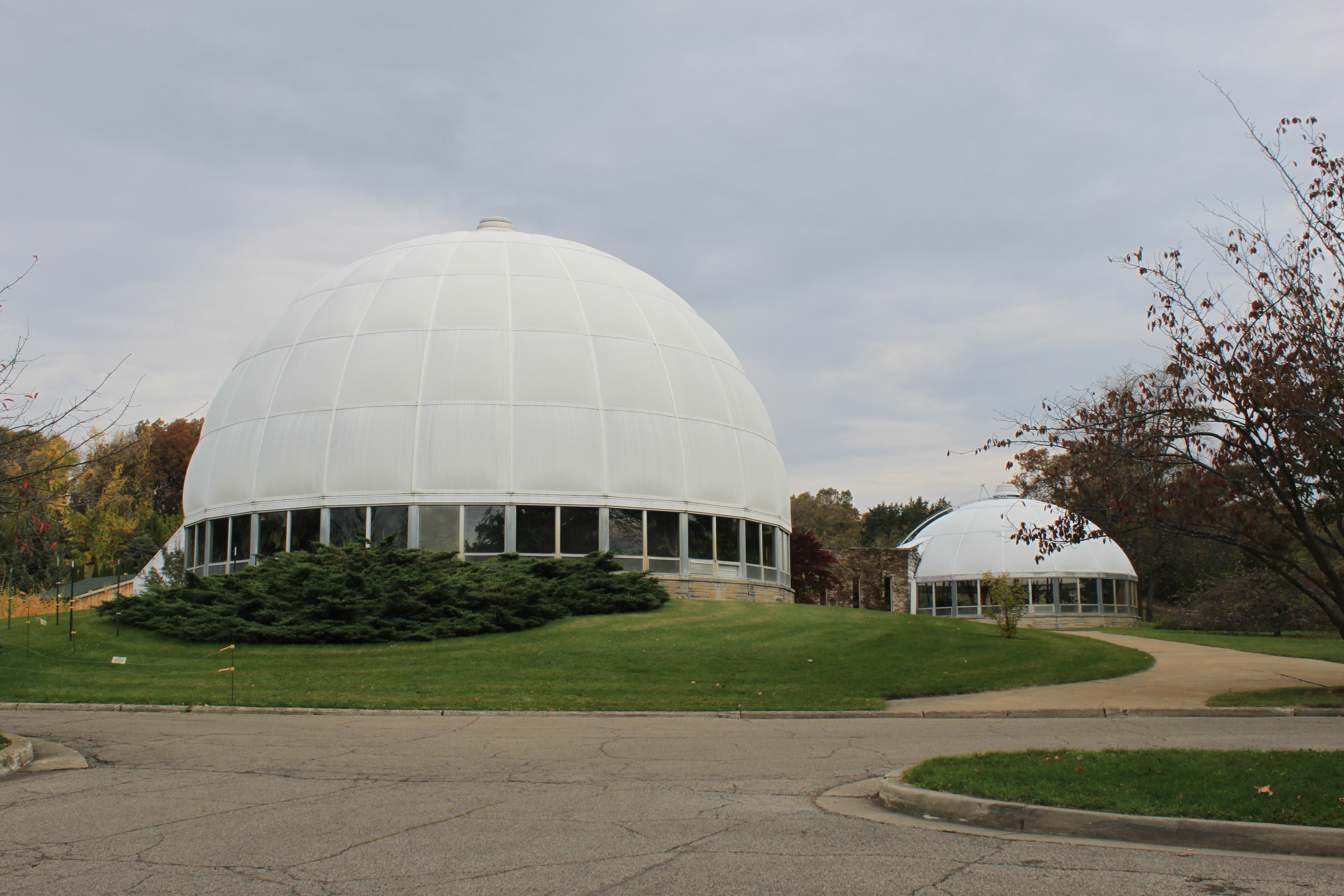
El invernadero del "Hidden Lake".

The Bonsai Courtyard del HLG es una de las mayores colecciones de Bonsáis en la en
el Medio Oeste, la colección fue creada en honor y atendida por el aclamado experto en bonsáis Jack Wikle.
Los árboles que se muestran tienen edades comprendidas entre los 40 a los 100 años, y muchos son de especies de árboles nativos de Míchigan, incluyendo arce, alerce y hayas. Alrededor de 20 de los bonsáis de la colección se muestran en el patio cada temporada de mayo a octubre. Los bonsái en el jardín, se muestran en los bancos, dando al visitante una vista a la altura del ojo.
La "Elsie MacCready Memorial Bonsai Collection Endowment" ("Fundación de la Colección de Bonsáis Conmemorativa de Elsie MacCready") ayuda a mantener la colección de Bonsáis.

### Jardín de exposición
Esta área demuestra cómo las plantas se pueden combinar en grupos atractivos. Las anuales, perennes, gramíneas ornamentales, coníferas, árboles con flores y arbustos se muestran aquí. La  nueva planta de floración anual galardonada cada año de All-America Selections también se encuentra cultivada en esta área. El verano y principios de otoño ofrecen una gran abundancia de flores, pero no importa qué época del año, este jardín ofrece algo de interés en cada una de las estaciones.

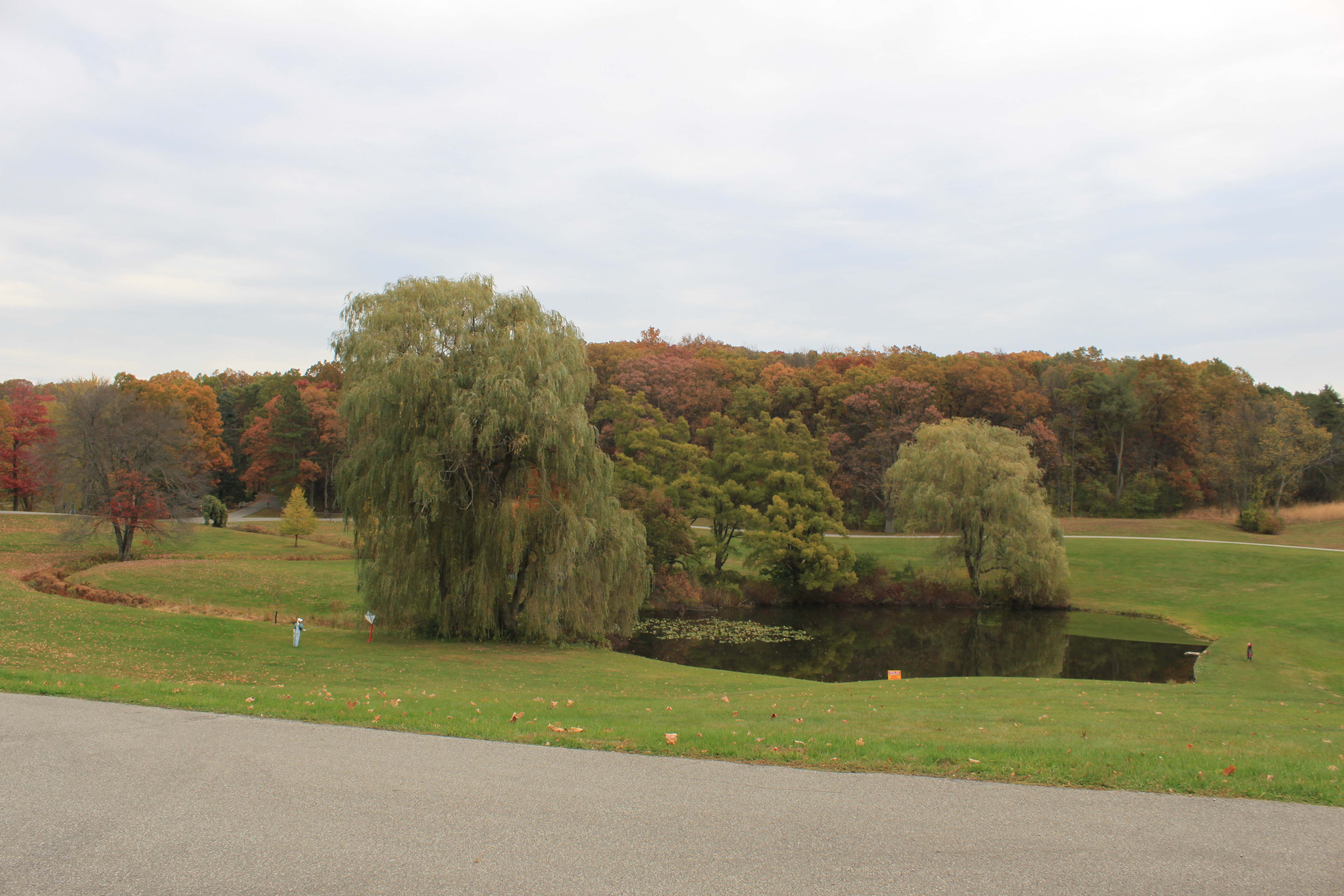
Charca en el "Hidden Lake".

### Lago Hidden y Charca
Una gran parte de "Hidden Lake Gardens" permanece como áreas naturales no desarrolladas. Un camino de autos y seis millas (10 km) de senderos señalizados permiten a los visitantes explorar la propiedad, que consta de bosques de robles y nogales americanos, campos abiertos, hoyos glaciares y zonas de humedales. Las flores silvestres abundan en primavera y el otoño trae hermosos colores del follaje de otoño. Se pueden observar venado de cola blanca, guajolote silvestre, muchos pájaros cantores y otros animales salvajes.
Más de seis millas (10 km) de senderos señalizados permiten el acceso a la zona de bosques, prados y el circo glaciar.